# Бектуров, Жайык Кагенович
Жайы́к (Жаи́к) Каге́нович Бекту́ров (15 ноября 1912, а. Кызылагаш, Целиноградского района Акмолинской области — 30 марта 1998, Караганда) — советский и казахстанский писатель, переводчик.

## Биография
Родился 15 ноября 1912 года в ауле Кызылагаш (ныне — Целиноградский район Акмолинской области). Происходит из рода аксары племени кереи. Учился в сельской школе, затем посещал курсы учителей в Атбасаре, которые окончил в 1928 году. С 15 лет работал учителем в аулах.
С 1928 года занялся литературной деятельностью: публиковал критические статьи, эссе и стихи. В 1930—1931 годах преподавал в школе второй ступени Нуринского района. В 1932—1937 годах на комсомольской работе. В 1934 году окончил Казахский коммунистический университет. Работал в аппарате Чимкентского обкома комсомола. С 1937 года работал в газетах «Лениншіл жас» и «Социалистік Қазақстан». Во время Великой Отечественной войны был редактором дивизионной газеты 105-й кавалерийской дивизии.
Летом 1942 года арестован по ложному доносу, поданному ещё в 1937 году. Осуждён на 10 лет за контрреволюционную деятельность. Заключение отбывал в Ивдельлаге (Свердловская область). В тюрьме подвергался пыткам. Реабилитирован в 1988 году.
После выхода на свободу активно занимался общественной и литературной деятельностью. В 1955 году окончил КазГУ, занимался педагогической деятельностью. Был членом Союза писателей Казахстана. С 1958 года — председатель Карагандинского межобластного отделения Союза писателей Казахстана.
Автор воспоминаний, статей о В. Уалиханове, И. Алтынсарине, Г. Потанине, А. Букейханове, А. Байтурсынове, А. Ермекове, А. Маргулане и других. Перевёл на казахский язык произведения Д. Дефо, А. Чапыгина, Л. Пантелеева, Д. Львовича, Ш. Петефи, Г. Серебряковой, Я. Гашека. Многие произведения Бектурова посвящены Караганде. В 1980-х годах принимал участие в подготовке коллективного сборника стихов «Песни о тебе, Караганда». В 1991 году выпустил сборник стихов «Өткел». В 1997 году вышел его роман «Таңба», посвящённый политическим репрессиям. В 2002 году был издан публицистический сборник «Енеден ерте айрылған төл секілді…».
Умер 30 марта 1998 года в Караганде. Его вдова передала личный архив писателя в государственный архив Карагандинской области.

## Память
С 2001 года имя Жайыка Бектурова носит Карагандинская областная юношеская библиотека. В ней устроен мемориальный кабинет-музей Бектурова, содержащий его библиотеку и личные вещи. На стене дома, где жил писатель, установлена мемориальная доска.

## Награды
- Медаль «За трудовое отличие» (3 января 1959) — за выдающиеся заслуги в развитии казахского искусства и литературы и в связи с декадой казахского искусства и литературы в гор. Москве